# Ґлінкі-Мокре
Ґлінкі-Мокре (пол. Glinki Mokre, нім. Naßglienke) — село в Польщі, у гміні Оконек Злотовського повіту Великопольського воєводства.
Населення — 98 осіб (2011).
У 1975-1998 роках село належало до Пільського воєводства.

## Демографія
Демографічна структура станом на 31 березня 2011 року:
|          | Загалом | Допрацездатний вік | Працездатний вік | Постпрацездатний вік |
| -------- | ------- | ------------------ | ---------------- | -------------------- |
| Чоловіки | 49      | 6                  | 37               | 6                    |
| Жінки    | 49      | 14                 | 27               | 8                    |
| Разом    | 98      | 20                 | 64               | 14                   |